# Cuidado con el ángel
Cuidado con el ángel (no Brasil: Cuidado com o Anjo) é uma telenovela mexicana produzida por Nathalie Lartilleux para a Televisa e exibida pelo Las Estrellas entre 9 de junho de 2008 a 6 de março de 2009 em 194 capítulos, sucedendo Al diablo con los guapos e antecedendo Atrévete a soñar. 
Escrita por Carlos Romero e dirigida por Víctor Manuel Fouilloux e Víctor Rodríguez, é uma adaptação da telenovela venezuelana Una muchacha llamada Milagros de 1973, escrita por Delia Fiallo.
A trama é protagonizada por Maite Perroni e William Levy, com atuações estelares de Helena Rojo,  Ricardo Blume e Evita Muñoz e antagonizada por Ana Patrícia Rojo, Rocío Banquells, Nailea Norvind, Laura Zapata, Arturo Carmona, Michelle Vieth e Maya Mishalska em papel duplo.

## Sinopse
Quando Malú nasceu, sua mãe, acreditando estar à beira da morte, a entregou a um padre que a levou para um orfanato. Aos 14 anos, Malú foge do orfanato ganhando a vida como pode. Os anos passam e um dia Malú é quase estuprada na floresta por um bêbado, o que a faz sentir ressentimento em relação aos homens e sofrer pesadelos que a atormentam.
Candelária, uma lavadeira, a abriga e se torna uma mãe para ela. Malú trabalha o máximo que pode para ajudar Candelária. Um dia ela se vê em uma confusão pela qual acaba em uma delegacia, onde é julgada por seu próprio pai (ambos sem saber de seu laço sanguíneo) e defendida por João Miguel San Román, um psicanalista.
Para que a menina não vá para a cadeia, João Miguel se responsabiliza por ela e a leva para morar em sua casa. João Miguel fica viúvo e sua sogra Ofélia Montenegro torna a vida de Malú impossível. Para evitar problemas, João Miguel a leva para morar na casa do juiz Patrício Velarde e sua esposa Cecília (os verdadeiros pais de Malú), que por sua vez receberam Estefânia, uma jovem astuta que chegou fingindo ser a filha que abandonaram, com a ajuda de Isabela.
João Miguel e Malú se apaixonam e se casam. No entanto, no dia seguinte à noite de núpcias, ela descobre um grande segredo do passado de João Miguel: que ele é o bêbado que tentou estuprá-la na floresta, então ela o despreza, se afasta dele e se recusa a vê-lo novamente.
Viviana esposa de João Miguel estava viva e volta.
Quando descobre que está grávida, Malú se recusa a contar e foge para a província com Candelária, terminando na Fazenda do Leopardo, que lhe dá abrigo e se apaixona por ela.
Malú dá à luz e Leopardo está disposto a se casar com ela e reconhecer seu filho, mas ela lhe diz que é casada e o carinho que sente por ele é apenas amizade. Leopardo não desiste e começa a conquistar o amor de Malú. Mais tarde, ele descobre que o marido de Malú é João Miguel, que ele conhece há muito tempo, desde que eram colegas de classe. Os dois lutam pelo amor de Malú mas, para ela, a decisão não será fácil.
Cecília descobre que Malú é sua verdadeira filha e expulsa Isabela e Estefânia, porém Isabela dá um jeito de Estefânia continuar na casa dos Velarde. Algum tempo depois Malú volta pra casa com Candelária. Então Amador oferece a ela o trabalho de atriz no qual ela aceita pois vai ganhar muito dinheiro, ela vira uma grande atriz batizada de Alessandra Robles. Lá no teatro ela conhece Ana Júlia uma moça jovem e se tornam amigas, mas durante uma gravação de uma peça Malú é baleada de verdade e acaba ficando cega, então Estefânia e Isabela são intimadas a comparecer a delegacia.
Estefânia e Isabela jogam verdades uma na cara da outra e ambas são condenadas, mas Estefânia fica louca. Malú agora cega contrata Ana Júlia como sua orientadora, até que um dia Ana Júlia se apaixona por João Miguel mas como ele está apaixonado por Malú, Ana Júlia passa a ser má e tenta matar Malú de todas as formas possíveis e até finge estar grávida de João Miguel, Ofélia se arrepende de suas maldades e se torna amiga de Malú.
Vendo a situação de Malú, João Miguel adota o nome de Pablo Cisneros para poder operar Malú e Ana Júlia tenta de todo o jeito dizer a Malú a verdade, mas todos a impedem e descobrem o tipo de pessoa que Ana Júlia é, Malú recupera a visão e fica profundamente triste ao ver que foi João Miguel que a operou e que todos esconderam a verdade dela. Malú conhece Reynaldo Iturbe e ele oferece a ela uma oferta de emprego e ela aceita.
Amador vai atrás de Malú e diz a ela que o pai do filho de Ana Júlia é ele, nesse momento Ana Júlia chega com Vicente e ele leva um tiro de Amador. Malú liga pra João Miguel e ela o perdoa e marcam de se casar outra vez, até que chega o dia do casamento, mas Ana Júlia não desistiu e sequestra Malú e a leva para um casebre e bota fogo no lugar, porém as contrações do parto se iniciam e Ana Júlia dá a luz a sua filha, mas acaba morrendo, Malú e João Miguel superam os obstáculos e se casam.

## Produção
A atriz Marlene Favela, conhecida por seu papel em Gata salvaje, era tida como a primeira opção para interpretar a protagonista da trama, mas as negociações não foram adiante e a atriz desistiu do papel. Com isso, Maite Perroni foi escolhida para protagonizar a trama com William Levy.
O ator Miguel Córcega, que interpretava o Padre Anselmo, faleceu durante a trama por um acidente vascular cerebral. A produtora chamou o ator Héctor Gómez para substituí-lo. O mesmo veio a falecer meses após o término da trama.
Na história original, a protagonista foi realmente violada por aquele que veio a ser seu par romântico, no passado. Mas nesta versão, a história foi alterada para que o protagonista apenas perseguisse e roubasse um beijo da protagonista que desmaiou logo em seguida devido ao medo e durante anos pensou ter sido violada.
Inicialmente a trama estava prevista para ter somente 90 capítulos, mas devido a boa audiência, a novela foi esticada e a partir do capítulo 140 iniciou-se uma nova história onde a protagonista fica cega e entra uma nova vilã.

## Elenco
| Intérprete               | Personagem                                                                    |
| ------------------------ | ----------------------------------------------------------------------------- |
| Maite Perroni            | Maria de Jesus "Malú" Velarde Santos de San Román / Alessandra Robles / Lírio |
| William Levy             | João Miguel San Román Bastos / Pablo Cisneros                                 |
| Helena Rojo              | Cecília Santos de Velarde                                                     |
| Ricardo Blume            | Patricio Velarde                                                              |
| Ana Patrícia Rojo        | Estefânia Rocha / Estefânia Velarde Santos                                    |
| Rocío Banquells          | Isabela Rocha                                                                 |
| Laura Zapata             | Ofélia Montenegro Vda. de Mayer                                               |
| Nailea Norvind           | Viviana Mayer Montenegro de San Román                                         |
| Michelle Vieth           | Ana Júlia Villaseñor                                                          |
| Arturo Carmona           | Amador Robles                                                                 |
| Evita Muñoz              | Candelária Martínez                                                           |
| René Strickler           | Omar Contreras                                                                |
| Maya Mishalska           | Branca Silva Castro de Contreras / Ivette Dorleaque                           |
| Sherlyn                  | Rosa San Román Bastos de Velarde                                              |
| África Zavala            | Elsa Maldonado San Román                                                      |
| Víctor Noriega           | Daniel Velarde                                                                |
| Miguel Córcega           | Padre Anselmo Vidal #1                                                        |
| Héctor Gómez             | Padre Anselmo Vidal #2                                                        |
| Beatriz Aguirre          | Mariana Bastos de San Román                                                   |
| Jorge de Silva           | Eduardo Garibaldi Hernández                                                   |
| Ana Isabel Corral        | Beatriz de Garibaldi                                                          |
| Jesús Moré               | Vicente                                                                       |
| Saraí Meza               | María Antonieta San Román Mayer (Tininha)                                     |
| Hish Alexis              | João Velarde Sán Román (Joãozinho)                                            |
| Abraham Ramos            | Adriano González                                                              |
| Georgina Salgado         | Bruna Camacho de González                                                     |
| Mauricio Mejía           | Israel Pérez                                                                  |
| Francisco Rubio          | Rafael Camargo                                                                |
| Carlos Cámara Jr.        | Delegado Camargo                                                              |
| Rodrigo Mejía            | Nelson Cunha                                                                  |
| Elizabeth Dupeyrón       | Luísa San Román de Maldonado                                                  |
| Óscar Traven             | Francisco Maldonado                                                           |
| Renata Flores            | Martirio                                                                      |
| Diana Golden             | Mercedes                                                                      |
| Rafael del Villar        | Tomás                                                                         |
| Katherine Kellerman      | Rebeca "Becky" Mendonça Soto de Pérez                                         |
| Rebeca Manríquez         | Olga Camacho                                                                  |
| Sara Montes              | Balbina                                                                       |
| Amparo Garrido Arozamena | Clemencia de González                                                         |
| Juan Ángel Esparza       | Reinaldo                                                                      |
| Marina Marín             | Micaela Vidal                                                                 |
| Justo Martínez           | Cosme                                                                         |
| Mario Casillas           | Dr. Lozada                                                                    |
| Teo Tapia                | Dr. Durán                                                                     |
| Marílus Biegai           | Fentanes                                                                      |
| María Morena             | Esther                                                                        |
| Maite Embil              | Leticia de Lizárraga                                                          |
| Archie Lanfranco         | Gustavo Lizárraga                                                             |
| Luis Caballero           | Gabriel                                                                       |
| María Dolores Oliva      | Coralia                                                                       |
| Vania Pardo              | Dora                                                                          |
| Beatriz Monroy           | Cacilda López                                                                 |
| Adrián Martiñón          | Piranha                                                                       |
| Mauricio Aspe            | Raúl Soto                                                                     |
| Edgardo Eliezer          | Burney Smith                                                                  |
| Delia Casanova           | Sra. Márgara Riquelme                                                         |
| Juan Peláez              | Rodolfo Horta                                                                 |
| Consuelo Duval           | Candy                                                                         |
| Estefanía Villarreal     | Soraya Linhares Pontes                                                        |
| Alejandro Ruiz           | Juiz Villar                                                                   |
| José Carlos Ruiz         | Juiz André                                                                    |
| Luis Bayardo             | Juiz Moncada                                                                  |
| Ramón Cabrer             | Ele Mesmo                                                                     |

## Exibição

### No México
A trama era exibida pelo Las Estrellas de segunda à sexta às 16h10 entre 9 de junho de 2008 a 6 de março de 2009, sucedendo Al diablo con los guapos e antecedendo Atrévete a soñar.
Foi reprisada no TLNovelas entre 19 de agosto de 2013 e 16 de maio de 2014, sucedendo Soñadoras e antecedendo Alcanzar una estrella.

### No Brasil
Foi exibida no Brasil como inédita pelo SBT de 1 de abril a 3 de dezembro de 2013 , em 177 capítulos, sucedendo a reprise da telenovela Jamais Te Esquecerei e antecedendo a também inédita mexicana Por Ela Sou Eva, às 15h30.
No Brasil a telenovela sofreu uma reclassificação do Sistema de Classificação Indicativa Brasileiro com o selo de "14 anos" por conter violência, drogas lícitas e linguagem imprópria. Em 2014, a telenovela passou a estar disponível por tempo limitado na Netflix.
Foi reprisada pela primeira vez no SBT de 30 de novembro de 2015 a 31 de maio de 2016, em 132 capítulos, sucedendo Pérola Negra e antecedendo a inédita Mar de Amor, as 16h30 Durante sua exibição, sofreu alterações de horário.
Foi exibida pelo canal pago TLN Network de 11 de fevereiro a 8 de novembro de 2019 substituindo Primeiro Amor... a Mil Por Hora e sendo substituída por Amigas e Rivais.
Foi reprisada pela segunda vez no SBT de 6 de junho a 20 de dezembro de 2022, em 141 capítulos, sucedendo a reprise de Mar de amor e antecedendo a reprise de A Dona, às 17h00 e posteriormente às 17h20. A novela foi uma das escolhidas em uma enquete no site da emissora, concorrendo com A Dona (que viria a ser a sua substituta) e Um Caminho Para o Destino. Não foi exibida em 1.º de novembro de 2022 em ocasião da cobertura de um jogo da Liga dos Campeões da UEFA de 2022–23.

## Repercussão

### Recepção
No México, a imprensa descreveu a atuação de Maite Perroni em Cuidado con el ángel como "sem originalidade", pois tinha bastante semelhança com a interpretação de Thalía na Trilogía de las Marías. Entretanto, a novela ganhou diversos prêmios e a atriz foi reconhecida pelo TVyNovelas como melhor atriz juvenil.
No Brasil, fãs da novela fizeram campanhas para promover popularidade nas redes sociais, o folhetim mexicano foi repercutido pelo Twitter um dia antes da estreia com a hashtag "#AssistaCuidadoComOAnjoSBT" e durante a transmissão do primeiro capítulo, #CuidadoComOAnjo, Malú e Marichuy foram um dos assuntos mais comentados do momento.

### Audiência

#### No México
Em sua exibição original, a trama estreou com 17 pontos de média. Sua maior audiência é de 27 pontos, alcançada em 6 de março de 2009 no seu último capítulo. A trama encerrou com uma média geral de 18 pontos, tornando-se um verdadeiro fenômeno.

#### No Brasil
Exibição original
O primeiro capítulo da trama alcançou uma média de 5.3 pontos na Grande São Paulo, e garantiu a vice-liderança ao SBT.
No segundo capítulo, alcançou 6 pontos, batendo seu primeiro recorde.
Em 10 de abril, a trama bateu recorde de audiência: 8 pontos, com picos de 10. Esses números foram alcançados novamente em 16 de abril e 1 de maio.
Em 19 de julho, a trama bateu mais um recorde, alcançando 9 pontos de média na Grande SP.
O antepenúltimo capítulo, exibido no dia 29 de novembro de 2013, teve uma audiência de 6.2 pontos, já o penúltimo capítulo, por incrível que pareça, perdeu o público, marcando 5.3 pontos de média, registrando até audiência inferior a estreia de sua sucessora Por Ela Sou Eva que marcou 5.6 pontos, que foi exibida logo em seguida.
O último capítulo caiu ainda mais, teve média de 4.9 pontos, bem abaixo do esperado, garantindo a vice-liderança, mas registrando audiência inferior ao último capítulo de sua antecessora Jamais Te Esquecerei e sua sucessora Por Ela Sou Eva, ambas registraram média de 5.2 pontos no último capítulo.
A trama teve média de 6.1 pontos, um sucesso para o SBT e também quase dobrou a audiência da antecessora Jamais Te Esquecerei (3.4 pontos).
Primeira reprise
No primeiro capítulo de sua reprise, marcou 7 pontos no consolidado, ou seja, 1.7 pontos a mais que sua estreia em 2013. Em 29 de fevereiro de 2016, registrou 8.2 pontos de audiência. Em 2 de março, a reprise mexicana bateu seu recorde e marcou 8.5 pontos na Grande SP.
Em 27 de abril, o dramalhão registrou sua maior audiência, marcando assim 9.2 pontos. Em seu penúltimo capítulo, marcou 8.9 pontos de média. Em seu último capítulo, marcou 7.5 pontos de média, 9 pontos de pico e 15.7% de share. Sua média final foi de 7 pontos, um sucesso para o SBT e superou a audiência da sua exibição anterior.
Segunda reprise
Reestreou com 5.8 pontos, superando também a sua estreia original, além de registrar 0.5 pontos a mais que a reestreia de sua antecessora. Em 30 de agosto de 2022, bate seu primeiro recorde com 5.9 pontos. Em 6 de setembro bate seu segundo recorde com 6 pontos. O último capítulo registrou 4.2 pontos. Teve média geral de 4.9 pontos. Apesar da audiência razoável, a novela elevou os índices deixados pela sua antecessora.

## Música
- "Sólo tú", La Nueva Banda Timbiriche
- "Esta soledad", Maite Perroni
- "Contigo", Maite Perroni
- "Separada de ti", Maite Perroni
- "Ave María", Maite Perroni
- "Dígale", David Bisbal
- "Perdón", Alejandro Fernández & Vicente Fernández
- "La gota fría", Carlos Vives
- "Si tú no vuelves", Miguel Bosé
- "Como duele", Jeans
- "Niño", Belanova
- "Caricia de mi alma", Maya Mishalska
- "Vete ya", Valentín Elizalde
- "No basta", Franco de Vita
- "No me quiero enamorar", Kalimba
- "Lejos estamos mejor", Motel
- "Un, dos, tres", El Símbolo

## Transmissão
| País                   | Emissora           |
| ---------------------- | ------------------ |
| México                 | Las Estrellas      |
| México                 | TLNovelas          |
| Brasil                 | SBT                |
| Brasil                 | TLN Network        |
| Estados Unidos         | Univision          |
| Angola                 | ZAP Novelas        |
| Moçambique             | ZAP Novelas        |
| Peru                   | América TV         |
| Peru                   | ATV                |
| Chile                  | Mega               |
| Chile                  | La Red             |
| República Dominicana   | Telemicro          |
| Itália                 | Lady Channel       |
| Nicarágua              | Canal 10           |
| Espanha                | Canal Sur          |
| Espanha                | Nova               |
| Espanha                | TVG                |
| Espanha                | Aragón TV          |
| Espanha                | CMM TV             |
| Roménia                | Acasă TV           |
| Costa Rica             | Repretel           |
| Panamá                 | Telemetro          |
| Panamá                 | RPC TV             |
| Sérvia                 | RTV Pink           |
| Colômbia               | RCN                |
| Croácia                | Doma TV            |
| Croácia                | HRT                |
| Equador                | Gama TV            |
| Bósnia e Herzegovina   | Pink BH            |
| Montenegro             | Pink M             |
| Eslovênia              | POP TV             |
| Polónia                | TV4                |
| Geórgia                | Rustavi 2          |
| Macedônia do Norte     | Sitel              |
| Albânia                | Vizion Plus        |
| Bolívia                | Red UNO            |
| Paraguai               | Latele             |
| Lituânia               | LNK                |
| Lituânia               | TV3                |
| Uruguai                | Monte Carlo TV     |
| Hungria                | TV2                |
| Grécia                 | Star Channel       |
| Filipinas              | ABS-CBN            |
| Filipinas              | Telenovela Channel |
| Indonésia              | GTV                |
| Eslováquia             | TV Doma            |
| Irão                   | PMC Family         |
| Emirados Árabes Unidos | Abu Dhabi Al Oula  |
| Quênia                 | NTV                |
| Estónia                | Kanal 2            |
| Chipre                 | ANT1               |
| Letónia                | LNT                |
| Venezuela              | Venevisión         |
| Argentina              | Canal 9            |
| Malásia                | TV9                |

## Versões
- Una muchacha llamada Milagros (1973), telenovela venezuelana da Venevisión. Escrita por Delia Fiallo, produzida por José Enrique Crousillat e protagonizada por Rebeca González e José Bardina.
- Marta y Javier (1983), telenovela venezuelana da RCTV. Escrita por Ligia Lezama, produzida por Omar Pin e protagonizada por Mayra Alejandra e Carlos Olivier.
- Mi amada Beatriz (1987), telenovela venezuelana da RCTV. Escrita por Benilde Ávila, produzida por Arquímedes Rivero e protagonizada por Catherine Fulop e Miguel Alcántara.

## Prêmios e indicações

### Prêmios TVyNovelas 2009[73]
| Categoria                    | Indicação                                  | Resultado |
| ---------------------------- | ------------------------------------------ | --------- |
| Melhor telenovela            | Nathalie Lartilleux                        | Indicado  |
| Melhor primeira atriz        | Helena Rojo                                | Venceu    |
| Melhor atriz juvenil         | Maite Perroni                              | Venceu    |
| Melhor direção de cena       | Víctor Manuel Fouilloux & Víctor Rodríguez | Indicado  |
| Melhor história ou adaptação | Delia Fiallo                               | Indicado  |

### Prêmios Juventud 2009[74]
| Categoria                   | Indicação     | Resultado |
| --------------------------- | ------------- | --------- |
| Chica que me quita el sueño | Maite Perroni | Venceu    |
| ¡Esta buenísimo!            | William Levy  | Venceu    |

### Prêmios People en Español 2009[75]
| Categoria         | Indicação                    | Resultado |
| ----------------- | ---------------------------- | --------- |
| Melhor telenovela | Nathalie Lartilleux          | Indicado  |
| Melhor atriz      | Maite Perroni                | Indicado  |
| Melhor ator       | William Levy                 | Indicado  |
| Melhor vilã       | Laura Zapata                 | Indicado  |
| Melhor casal      | Maite Perroni & William Levy | Indicado  |
| Melhor remake     | Nathalie Lartilleux          | Indicado  |

### TV Adicto Golden Awards 2008
| Categoria           | Indicação                    | Resultado |
| ------------------- | ---------------------------- | --------- |
| Revelação feminina  | Maite Perroni                | Venceu    |
| Revelação masculina | William Levy                 | Venceu    |
| Melhor casal        | Maite Perroni & William Levy | Venceu    |